# Okeanider

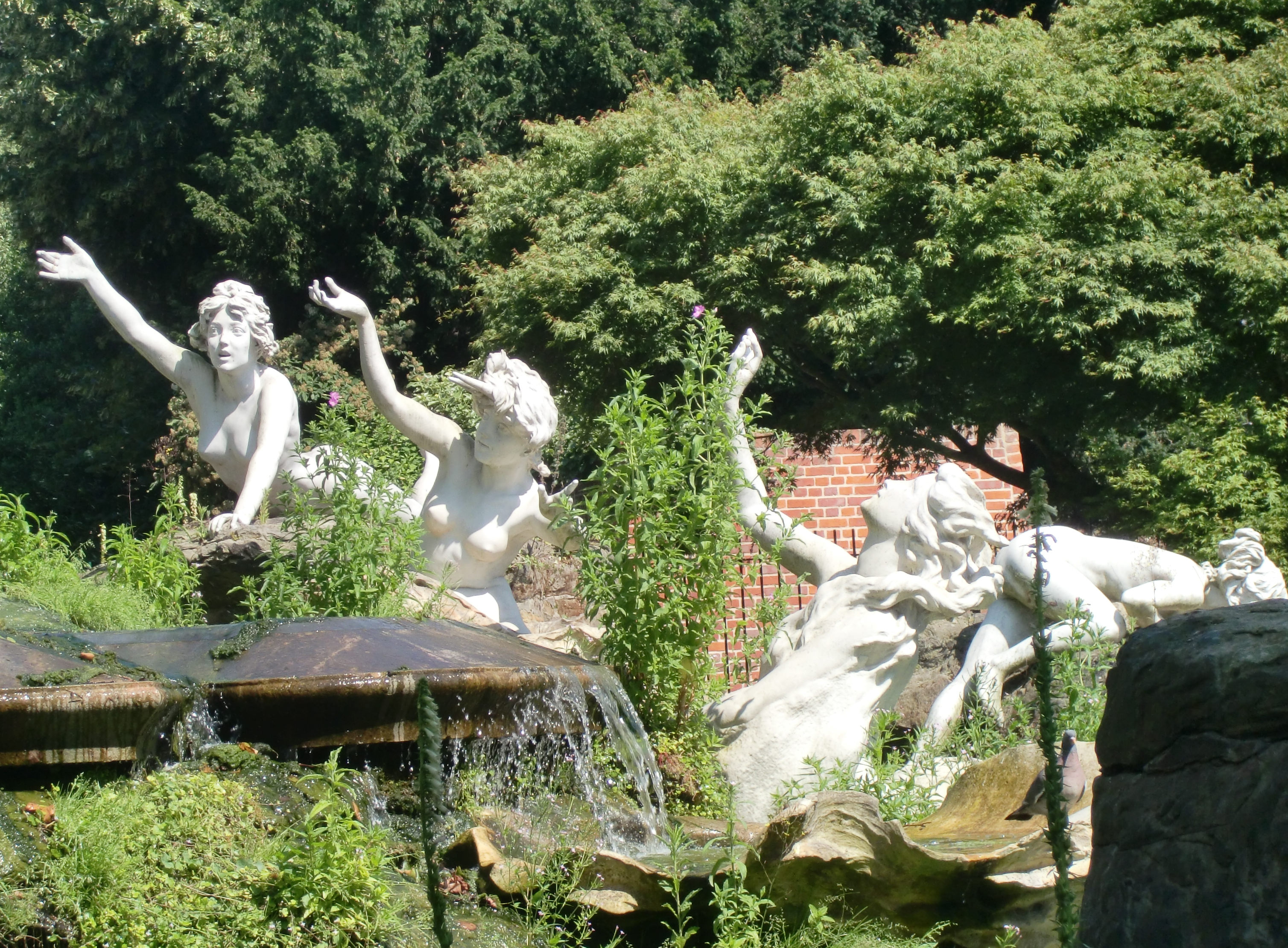
Staty med okeanider vid York House i Twickenham nära London.

I grekisk och romersk mytologi var okeaniderna vattennymfer, döttrar till titanerna Okeanos (Oceanus) och Tethys. Det fanns 3000 okeanider.
Ibland omnämns "Okeanid" som den nymf som regerade över oceanen men vanligen betraktas det som en grupp nymfer, "okeaniderna", dvs Okeanos och Tethys tre tusen döttrar, var och en skyddsväsen över en källa, flod, sjö eller damm. Varje del av naturen som innehöll vatten hade sin egen vattennymf. Okeanidernas bröder var flodgudar. Bröderna var lika många som systrarna.
Okeaniderna hade inte några speciella roller att spela, och de var inte alla gudinnor över vatten, bara några hade kraft över hav eller floder. Några av okeaniderna var både gudinna och nymf. Den äldsta dottern var Styx, och hon var den enda kvinnliga flodgudomligheten i en värld fylld av flodgudar. Eftersom det fanns så många av okeaniderna, var de spridda över hela världen både på land, i bergen och i havet. 
Doris, moder till nereiderna, Thetis och Metis, gudinna över visdom, var okeanider. Dessa var de enda riktiga gudinnorna bland okeaniderna, resten var mer nymfer än gudinnor. Pleione var också en okeanid, och moder till bland annat plejaderna. Vissa av okeaniderna blev förförda av gudar eller gifte sig med dödliga, och födde hjältar eller prinsar.

## Lista över okeanider (urval)
- Admete, Acaste, Amphirho, Klymene (Asia)
- Clytie, Cyllene, Callirrhoe, Chryseis, Calypso, Cerceis
- Doris, Dione
- Electra[särskiljning behövs], Europa, Eurynome, Eudora
- Galaxaura
- Hippo
- Idyia, Ianthe, Ianeira
- Menestho, Melobosis, Metis
- Ocyrrhoe
- Pleione, Philyra (mor till kentauren Cheiron), Peitho, Prymno, Polydora, Pluto, Perseis, Petraea, Plexaura, Pasothoe
- Rhodea
- Styx
- Tyche, Telesto, Thoe
- Urania
- Xanthe
- Zeuxo